# クリス・ヒュートン
クリストファー・ウィリアム・ジェラード "クリス"・ヒュートン（Christopher William Gerard "Chris" Hughton, 1958年12月11日 - ）は、イングランド・ニューハム区フォレスト・ゲート出身の元サッカー選手、元アイルランド代表。現サッカー指導者。現役時代のポジションはディフェンダー（サイドバック）。
左サイドバックとして、20歳の時にトッテナム・ホットスパーFCでプロキャリアを開始すると、キャリアの大半である1990年までの13年間を同クラブで過ごしたが、その後のウェストハム・ユナイテッドFC、ブレントフォードFCでは、それぞれ短期間の在籍に終わり、1993年に34歳で現役引退をした。アイルランド代表としては、1979年に初の黒人との混血の選手として初出場を飾って以来、53試合に出場しており、UEFA欧州選手権1988では全3試合に先発した。
1999年から2007年までを古巣トッテナムでコーチと助監督として研鑽を積んだ後、ニューカッスル・ユナイテッドFCで2度の監督代行を経て、チャンピオンシップ (2部) 降格後に正式に同クラブのトップチームの監督に就任する。チャンピオンシップでは、最優秀監督賞を受賞する程の手腕で優勝共にプレミアリーグ (1部) 復帰に導いたが、翌2009-10シーズンの12月に苦戦をしていたところでマイク・アシュリー会長によって解任された。その後、バーミンガム・シティFCで指揮を執り、4位でシーズンを終えると、2012年6月からノリッジ・シティFCの監督に就任し、解任される2014年4月まで指揮をした。
フットボールリーグ・チャンピオンシップ2016-2017シーズン、ブライトン・アンド・ホーヴ・アルビオンをプレミアリーグ昇格に導いた。

## 経歴

### 選手時代

#### クラブ
13歳の時にトッテナム・ホットスパーFCの下部組織に入団、16歳でアマチュア契約、1977年に同クラブのトップチームとプロ契約を締結する。1979年にフットボールリーグカップのマンチェスター・ユナイテッドFCとの第2回戦で左サイドバックとしてプロ初出場を飾り、以来、トッテナムで公式戦398試合19得点を記録し、クラブ史上最高のサイドバックの1人として認識されている。1981年と1982年にFAカップ、1984年にUEFAカップのタイトルを獲得し、1982年のリーグカップと1987年のFAカップは準優勝だった。
1990年11月、自身の生家に程近いウェストハム・ユナイテッドFCへ期限付き移籍を経て、負傷したジュリアン・ディックス (en) の代役としてウェストハムに完全移籍をする。ウェストハムでは2季在籍で公式戦43試合0得点を記録し、1991年にはディビジョン2からディビジョン1に昇格をしている。1992年に自由契約でブレントフォードFCへ移籍して1季在籍34試合に出場した後、膝の負傷によって34歳で現役引退をした。

#### 代表
イギリスに生まれながらも、アイルランド人の母とガーナ人の父を持つためにアイルランド代表での出場資格を有しており、代表史上初の黒人選手として1979年のアメリカ戦での初出場から53試合に出場し、1982 FIFAワールドカップ・ヨーロッパ予選のキプロス戦において初にして自身唯一の得点を記録する。UEFA欧州選手権1988では3試合全てに出場したが、1990 FIFAワールドカップでは若手スティーヴ・ストーントンの台頭から出場機会が訪れることはなかった。
2012年12月アイリッシュ・インデペンデント紙による最高のアイルランドのサッカー選手ベスト50で34位に名前を連ねた。

### 指導者時代

#### トッテナム・ホットスパー
1993年6月からトッテナム・ホットスパーFCで指導者としてのキャリアを開始し、2007年10月までレイ・クレメンス、ダグ・リヴァーモア (en)、オズワルド・アルディレス、ジェリー・フランシス (en) 、クリスティアン・グロス (en) 、ジョージ・グラハム、グレン・ホドル、デイヴィッド・プリート (en) 、ジャック・サンティニ、マルティン・ヨルといった10人の監督の下で働く中、最初はU-21チームを担当し、1999年からリザーブチーム、それから2年後にトップチームのコーチを務めていた。また、1997年11月にフランシス監督解任となると、グロス監督が就任するまでの1試合、グロス監督解任後の1998年9月からグラハム監督が就任する1998年10月までをプリート・ディレクターと共に代行監督として指揮していた。2007年10月25日、本拠地でのUEFAカップ 2007-08のヘタフェCF戦で敗戦すると、ヨル監督と共に解任となった。
トッテナムでコーチを務める傍ら、2003年2月からブライアン・カー (en) 監督率いるアイルランド代表で助監督を務めていたが、2006 FIFAワールドカップ出場を逃した為にカー監督と共に非契約となった。

#### ニューカッスル・ユナイテッド
2008年2月22日にニューカッスル・ユナイテッドFCのデニス・ワイズディレクターによって、ケヴィン・キーガン監督率いるトップチームのコーチとして任命され、スティーヴ・ラウンド (en)と共に守備を担当することになる。なお、就任最初の試合は奇しくも古巣トッテナムであり、敵地ホワイト・ハート・レーンにおいて4-1で勝利している。2008年9月8日、キーガン監督を始め、テリー・マクダーモット (en) アシスタントとアダム・サドラー (Adam Sadler) リザーブ監督が解任されたのに伴い、監督代行に就任したが、リーグでは昇格組のハル・シティAFCに破れ、フットボールリーグカップではトッテナム相手に敗退したように、4戦全敗でジョー・キニアー (en) 監督と交代した。その後、トップチームのコーチにコリン・カルダーウッドが就任したことに伴い、自身は2009年1月26日に助監督に昇進することになったが、2月のウェスト・ブロムウィッチ・アルビオンFC戦を前にしてキニアー監督が病気を患ったことで急遽代役を務めることになり、3-2の勝利を収めた。翌週にはキニアー監督が心臓のバイパス手術が必要なことが判明した為、数週間から数ヶ月の間をカルダーウッドとポール・バロン (en) 両コーチと連携して指揮を執ることになったものの、ボルトン、マンチェスター・ユナイテッドFC、アーセナルFCに破れ、エヴァートンFCとハル・シティには引き分けと再び1勝も挙げることが出来ず、2009年4月1日にクラブがアラン・シアラーを暫定監督に据えることに決定したことで、自身は監督代行からアシスタントに就任し、2008-09シーズン終了までシアラー監督を支えることになった。
2008-09シーズン終了後にチームがチャンピオンシップ (2部) 降格となると、6月30日にシアラー監督の後任として再び監督代行に就任することが決定する。開幕戦の敵地でのウェスト・ブロムウィッチ戦 (1-1) で引き分け、続く本拠地でのレディングFC戦 (3-0) でショラ・アメオビのハットトリックによって勝利を収めると、次のシェフィールド・ウェンズデイFC戦 (1-0) では新加入ダニー・シンプソンの活躍で勝利といった具合に無敗を継続させる好調なスタートを切る中、自由移籍でペーター・レーヴェンクランズとファブリス・パンクラト (en) をチームに迎え、更にズラブ・ヒザニシヴィリとマーロン・ヘアウッドを期限付き移籍で獲得した。
正式な監督に

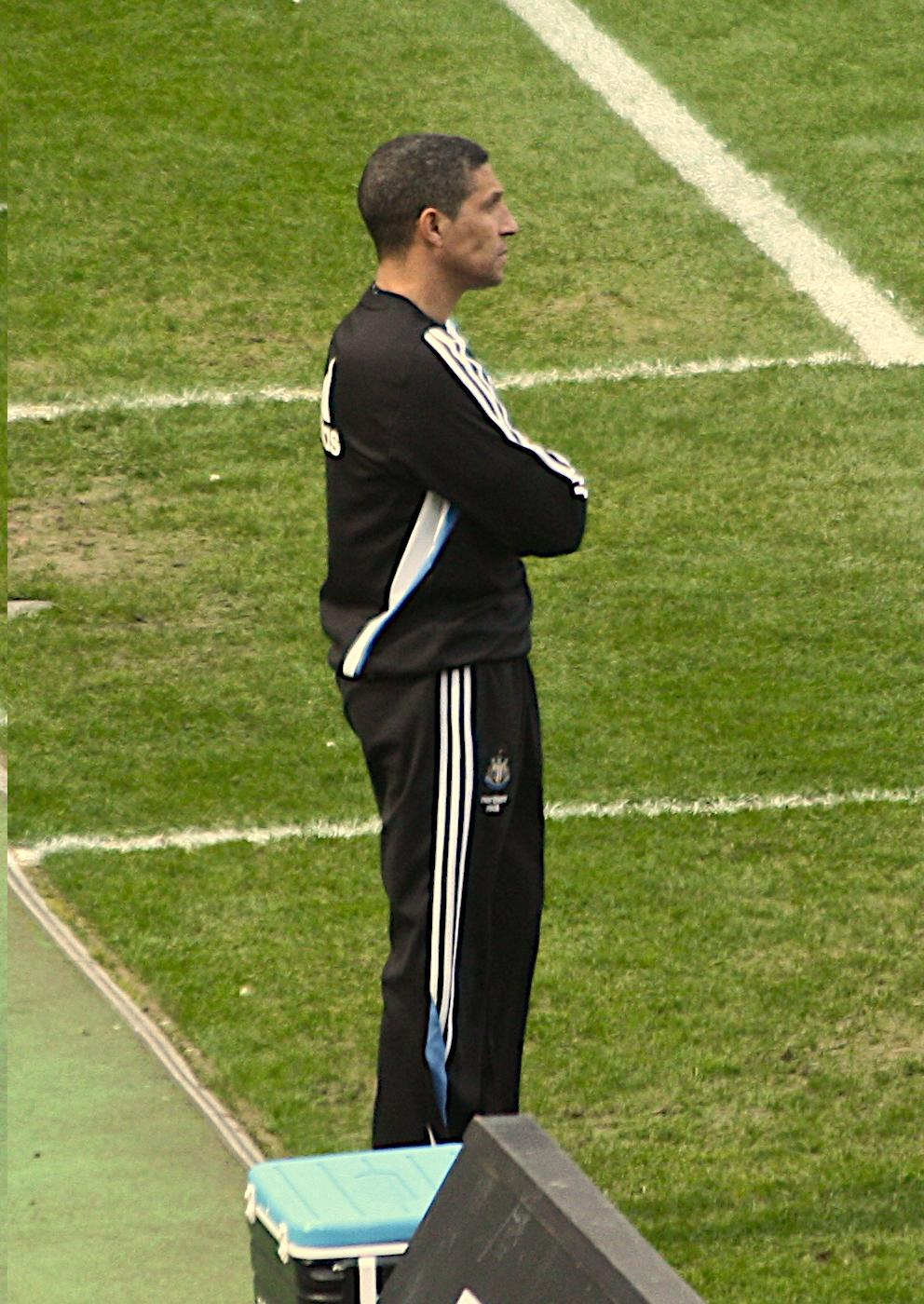
2010年にニューカッスル・ユナイテッドFCで指揮するヒュートン

代行監督ながらも2009年8月度、9月度と2ヶ月連続で最優秀監督に選出される手腕が評価され、2009年10月28日に正式な監督として1年半の契約を勝ち取ることに成功した。デレク・ランビアスマネージング・ディレクターから「彼は素晴らしい仕事をしており、今後の成功も祈っている」との期待に対し、11月に月間最優秀監督に選出される形で応えていったヒュートンは、チームを更なる高みへ導く為、2010年1月の移籍市場において、マイク・ウィリアムソン、ウェイン・ルートリッジ (en) 、レオン・ベストの完全移籍に加え、フィッツ・ホール (en) とパトリック・ファン・アーンホルトを期限付き移籍で獲得して選手層を厚くした。4月5日のシェフィールド・ユナイテッドFC戦を前にして、ノッティンガム・フォレストFCがカーディフ・シティに0-0で引き分けたことでチームのプレミアリーグ昇格が決定することになったが、同試合 (2-1) をレーヴェンクランズのペナルティーキックとケヴィン・ノーランのオーバーヘッドキックで1季、更にカップ戦を含む公式戦における本拠地での試合が無敗という好成績でプレミアリーグ復帰を祝うと、19日のプリマス・アーガイルFC戦 (2-0) でも勝利を収めてチャンピオンシップ優勝のタイトルを獲得した。
プレミアリーグに向け、ソル・キャンベル、ダン・ゴスリング、ジェームズ・パーチで補強して迎えた2010-11シーズンは、本拠地での最初の試合であるアストン・ヴィラFC戦 (6-0) においてアンディ・キャロルのハットトリック、ノーランの2得点、ジョーイ・バートンの1得点で大勝し、その後に獲得したシェイク・ティオテ、ハテム・ベン・アルファがすぐさま馴染んだこともあり、ウルヴァーハンプトン・ワンダラーズFC戦 (1-1) で引き分け、敵地でのエヴァートン戦で勝利、サンダーランドAFCとのタイン・ウェア・ダービーでは5-1の大差で勝利を収めたことで10月末の時点でチーム9位に付けており、その手腕に選手とファンの両方から大きな支持を得る中、次のエミレーツ・スタジアムでのアーセナル戦 (1-0)では、キャロルの決勝点で5年振りの勝利を収めた。

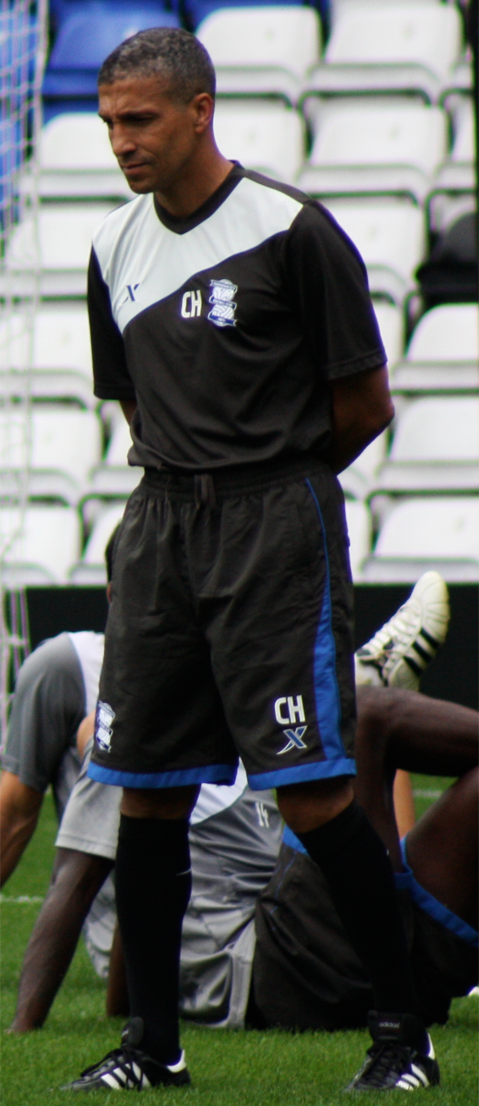
2011年、バーミンガム・シティFCで指揮するヒュートン

当初チームは好調を維持していたものの、その後、12月のウェスト・ブロムウィッチ戦に敗北したことにより、直近5試合で3敗目を喫し、降格圏から勝ち点4差の11位となると、ランビアスMDから「より監督経験が豊富な人物が必要」との理由で解任となった。この決定にCBのキャンベルは「全く理解出来ない」と語っており、また、カルダーウッド監督とシアラー監督といったニューカッスルで指揮した両名がチームの決定に失望する以外にも元トッテナム会長のアラン・シュガー卿が非難し、マンチェスター・ユナイテッドのリオ・ファーディナンドがTwitter上で驚きの声を投稿する等、ヒュートン解任はチーム内外に衝撃を与え、ニューカッスルのファンに至っては、12月11日のリヴァプールFC戦前にセント・ジェームズ・パークに集結してアシュリー会長へ抗議をした。

#### バーミンガム・シティ
ウェスト・ブロムウィッチ・アルビオン、ウェストハム・ユナイテッドFC、カーディフ・シティFCといった様々なクラブでの就任の憶測後、2011年6月にチャンピオンシップのクラブにしてフットボールリーグカップ王者のバーミンガム・シティFCの監督に就任した。バーミンガム・シティでは、クラブ史上50年ぶりの欧州カップ戦となるUEFAヨーロッパリーグ 2011-12予選でスーペル・リーガ (ポルトガル1部) のCDナシオナルを3-0で下して本大会進出に導くと、リーグ戦においては10月の試合で4試合1分の好成績を残したことで月間最優秀監督賞を受賞する良いスタートを切った。最終的にチームはFAカップで5回戦まで進出して再戦まで持ち込むも、チェルシーFC相手に0-2で敗北し、リーグ戦では4位でプレーオフ進出するも、準決勝のブラックプールFC戦 (2試合合計2-3) で敗退した。

#### ノリッジ・シティ
2011-12シーズン終了後、バーミンガム・シティ側が交渉の許可を与えたことで、空席となっているノリッジ・シティFCの監督に2012年6月に3年契約で就任することが決定する。開幕戦のフラム戦 (0-5) でこそ大敗したが、その後、アーセナルやマンチェスター・ユナイテッドといった強豪相手にそれぞれ1-0で勝利を収めると、リーグカップ王者のトッテナム・ホットスパーFC戦 (2-1) も1点差で下す等、度々番狂わせを起こしており、正GKジョン・ラディが負傷による5ヶ月離脱の影響もあってシーズン後半戦から調子を落とし、苦戦を強いられながらもシーズン終盤のウェスト・ブロムウィッチ戦とマンチェスター・シティFC戦で2連勝したことで11位で2012-13シーズンを終了した。
2013-14シーズンは、夏の移籍市場において2700万ポンド以上を支出し、特に主軸だったFWグラント・ホルト (en) の穴埋めとして、ギャリー・フーパーとリッキー・ファン・ウォルフスウィンケル、ヨハン・エルマンデルといったFWを重点的に補強をして開幕を迎えた。しかし、新戦力3名で合計7得点と結果を残せず、また、チーム全体としても僅か26得点しか奪えなかったことも影響してチームは低迷しており、残留争いのライバルであるウェスト・ブロムウィッチ戦で敗北したことによって直近6試合で4敗と不振を極めると、2014年4月6日にシーズン残り5試合を残して解任された。ノリッジ・シティ退団後は、プレミアリーグの様々なクラブからアシスタントとしてのオファーがあったが、拒否している。

#### ブライトン・アンド・ホーヴ・アルビオン
2014年12月31日、ブライトン・アンド・ホーヴ・アルビオンFCと3年半の契約を結び監督に就任した。
2016-17シーズンはチームをチャンピオンシップ2位に導き、プレミアリーグ初昇格を達成した。その後2017-18、2018-19シーズンとに2年連続でプレミアリーグ残留に導き、2019年5月13日に退任とのなった。

#### ノッティンガム・フォレスト
2020年10月6日、解任されたサブリ・ラムシの後任としてノッティンガム・フォレストFCの監督に就任することが発表された。

#### ガーナ代表
2023年2月12日、前年のW杯カタール大会後に退任したオットー・アッドの後任としてサッカーガーナ代表の監督に就任することが発表された。

### 私生活
ガーナ人の父とアイルランド人の母の下、ロンドンのフォレスト・ゲートに生まれる。地元の聖ボナヴェントゥラ学校で教育を受け、トッテナム・ホットスパーFCでプロに転向するまではリフトエンジニアとして4年間見習いとして働き、また、労働者革命党の出版物The News Lineでコラムを執筆していた。その後、4人の子供を授かると、息子の1人シアン (en) は、U-21アイルランド代表経験を持つプロサッカー選手として活動し、自身がバーミンガム・シティFCで指揮を執っている2012年に息子を獲得した。

## 個人成績

### クラブでの成績
出典:
| 所属クラブ                 | シーズン         | リーグ           | リーグ | リーグ | カップ | カップ | リーグカップ | リーグカップ | 国際大会 | 国際大会 | 合計 | 合計 |
| 所属クラブ                 | シーズン         | 所属リーグ       | 出場   | 得点   | 出場   | 得点   | 出場         | 得点         | 出場     | 得点     | 出場 | 得点 |
| -------------------------- | ---------------- | ---------------- | ------ | ------ | ------ | ------ | ------------ | ------------ | -------- | -------- | ---- | ---- |
| トッテナム・ホットスパー   | 1977-78          | ディビジョン2    | 0      | 0      | 0      | 0      | -            | -            | -        | -        | 0    | 0    |
| トッテナム・ホットスパー   | 1978-79          | ディビジョン1    | 0      | 0      | 0      | 0      | 0            | 0            | -        | -        | 0    | 0    |
| トッテナム・ホットスパー   | 1979-80          | ディビジョン1    | 39     | 1      | 6      | 0      | 2            | 0            | -        | -        | 47   | 1    |
| トッテナム・ホットスパー   | 1980-81          | ディビジョン1    | 34     | 1      | 6      | 1      | 6            | 0            | -        | -        | 46   | 2    |
| トッテナム・ホットスパー   | 1981-82          | ディビジョン1    | 37     | 2      | 7      | 0      | 8            | 1            | 8        | 0        | 60   | 3    |
| トッテナム・ホットスパー   | 1982-83          | ディビジョン1    | 38     | 3      | 3      | 0      | 4            | 0            | 3        | 1        | 48   | 4    |
| トッテナム・ホットスパー   | 1983-84          | ディビジョン1    | 34     | 3      | 1      | 0      | 3            | 0            | 12       | 2        | 50   | 5    |
| トッテナム・ホットスパー   | 1984-85          | ディビジョン1    | 31     | 1      | 3      | 0      | 4            | 1            | 7        | 1        | 45   | 3    |
| トッテナム・ホットスパー   | 1985-86          | ディビジョン1    | 33     | 1      | 4      | 0      | 6            | 0            | -        | -        | 43   | 1    |
| トッテナム・ホットスパー   | 1986-87          | ディビジョン1    | 9      | 0      | 2      | 0      | 0            | 0            | -        | -        | 11   | 0    |
| トッテナム・ホットスパー   | 1987-88          | ディビジョン1    | 13     | 0      | 2      | 0      | 1            | 0            | -        | -        | 16   | 0    |
| トッテナム・ホットスパー   | 1988-89          | ディビジョン1    | 21     | 0      | 1      | 0      | 0            | 0            | -        | -        | 22   | 0    |
| トッテナム・ホットスパー   | 1989-90          | ディビジョン1    | 8      | 0      | 1      | 0      | 1            | 0            | -        | -        | 10   | 0    |
| トッテナム・ホットスパー   | 合計             | 合計             | 297    | 12     | 35     | 1      | 36           | 2            | 30       | 4        | 398  | 19   |
| ウェストハム・ユナイテッド | 1990-91          | ディビジョン2    | 32     | 0      | 7      | 0      | -            | -            | -        | -        | 39   | 0    |
| ウェストハム・ユナイテッド | 1991-92          | ディビジョン1    | 1      | 0      | 0      | 0      | 0            | 0            | -        | -        | 1    | 0    |
| ウェストハム・ユナイテッド | 合計             | 合計             | 33     | 0      | 7      | 0      | 0            | 0            | -        | -        | 40   | 0    |
| ブレントフォード           | 1991-92          | ディビジョン3    | 12     | 0      |        |        | -            | -            | -        | -        | 12   | 0    |
| ブレントフォード           | 1992-93          | ディビジョン2    | 20     | 0      |        |        | -            | -            | -        | -        | 20   | 0    |
| ブレントフォード           | 合計             | 合計             | 32     | 0      |        |        | -            | -            | -        | -        | 32   | 0    |
| キャリア通算成績           | キャリア通算成績 | キャリア通算成績 | 362    | 12     | 42     | 1      | 36           | 2            | 30       | 4        | 463  | 19   |

### 代表での成績
出典:
| アイルランド代表 | アイルランド代表 | アイルランド代表 |
| 年               | 出場             | 得点             |
| ---------------- | ---------------- | ---------------- |
| 1979             | 1                | 0                |
| 1980             | 7                | 1                |
| 1981             | 4                | 0                |
| 1982             | 2                | 0                |
| 1983             | 5                | 0                |
| 1984             | 3                | 0                |
| 1985             | 6                | 0                |
| 1986             | 3                | 0                |
| 1987             | 2                | 0                |
| 1988             | 7                | 0                |
| 1989             | 5                | 0                |
| 1990             | 6                | 0                |
| 1991             | 2                | 0                |
| Total            | 53               | 1                |

#### 代表での得点
| #  | 開催日         | 開催地   | 対戦国   | スコア | 結果 | 大会                        |
| -- | -------------- | -------- | -------- | ------ | ---- | --------------------------- |
| 1. | 1980年11月19日 | ダブリン | キプロス | 6-0    | 6-0  | 1982 FIFAワールドカップ予選 |

### 監督成績
2019年5月13日現在
| クラブ                                   | 就任           | 退任           | 記録 | 記録 | 記録 | 記録 | 記録   |
| クラブ                                   | 就任           | 退任           | 試合 | 勝ち | 分け | 負け | 勝率 % |
| ---------------------------------------- | -------------- | -------------- | ---- | ---- | ---- | ---- | ------ |
| トッテナム・ホットスパーFC               | 1997年11月20日 | 1997年11月25日 | 1    | 0    | 0    | 1    | 000.00 |
| トッテナム・ホットスパーFC               | 1998年9月7日   | 1998年10月1日  | 6    | 3    | 2    | 1    | 050.00 |
| ニューカッスル・ユナイテッドFC           | 2008年9月8日   | 2008年9月29日  | 4    | 0    | 0    | 4    | 000.00 |
| ニューカッスル・ユナイテッドFC           | 2009年2月7日   | 2009年4月2日   | 6    | 1    | 2    | 3    | 016.67 |
| ニューカッスル・ユナイテッドFC           | 2009年6月1日   | 2010年12月6日  | 70   | 39   | 17   | 14   | 055.71 |
| バーミンガム・シティFC                   | 2011年6月22日  | 2012年6月7日   | 62   | 26   | 21   | 15   | 041.94 |
| ノリッジ・シティFC                       | 2012年6月7日   | 2014年4月6日   | 82   | 24   | 23   | 35   | 029.27 |
| ブライトン・アンド・ホーヴ・アルビオンFC | 2014年12月31日 | 2019年5月13日  | 215  | 88   | 57   | 70   | 040.93 |
| ノッティンガム・フォレストFC             | 2020年10月6日  | Present        | 6    | 2    | 3    | 1    | 033.3  |
| 合計                                     | 合計           | 合計           | 452  | 183  | 125  | 144  | 040.5  |

## 獲得タイトル

### 選手時代
クラブ
トッテナム・ホットスパーFC
- FAカップ : 1980-81, 1981-82
- UEFAカップ : 1983-84
- FAコミュニティ・シールド : 1981

ブレントフォードFC
- フットボールリーグ・ディビジョン3 : 1991-92

### 監督時代
クラブ
ニューカッスル・ユナイテッドFC
- フットボールリーグ・チャンピオンシップ : 2009-10

個人
- フットボールリーグ・チャンピオンシップ月間最優秀監督賞 : 2009年8月度, 2009年9月度, 2009年11月度, 2010年4月度, 2011年10月度, 2012年1月度
- フットボールリーグ・チャンピオンシップ年間最優秀監督賞 : 2009-10
- プレミアリーグ月間最優秀監督：2018年2月